# Kabinett Amelunxen II
Das Kabinett Amelunxen II bildete vom 5. Dezember 1946 bis 17. Juni 1947 die Landesregierung von Nordrhein-Westfalen.
| Amt                                    | Name                                 | Partei | Partei    |
| -------------------------------------- | ------------------------------------ | ------ | --------- |
| Ministerpräsident                      | Rudolf Amelunxen                     |        | parteilos |
| Stellvertreter des Ministerpräsidenten | Karl Arnold                          |        | CDU       |
| Inneres                                | Walter Menzel                        |        | SPD       |
| Finanzen                               | Franz Blücher                        |        | FDP       |
| Justiz                                 | Artur Sträter                        |        | CDU       |
| Kultus                                 | Heinrich Konen                       | CDU    |           |
| Verkehr                                | Fritz Stricker                       |        | Zentrum   |
| Arbeit                                 | August Halbfell                      |        | SPD       |
| Soziales                               | Josef Gockeln (bis 20. Mai 1947)     |        | CDU       |
| Soziales                               | Karl Arnold (ab 20. Mai 1947)        |        | CDU       |
| Wirtschaft                             | Erik Nölting                         |        | SPD       |
| Ernährung, Landwirtschaft und Forsten  | Hermann Heukamp (bis 6. Januar 1947) |        | parteilos |
| Ernährung, Landwirtschaft und Forsten  | Heinrich Lübke (ab 6. Januar 1947)   |        | CDU       |
| Wiederaufbau                           | Hugo Paul                            |        | KPD       |